# Њуарк (Мериленд)
Њуарк (енгл. Newark) насељено је место без административног статуса у америчкој савезној држави Мериленд.

## Демографија
По попису из 2010. године број становника је 336, што је 3 (-0,9%) становника мање него 2000. године.
| Група             | 2000.       | 2010.       |
| Белци             | 261 (77,0%) | 281 (83,6%) |
| Афроамериканци    | 67 (19,8%)  | 50 (14,9%)  |
| Азијати           | 0 (0,0%)    | 0 (0,0%)    |
| Хиспаноамериканци | 5 (1,5%)    | 1 (0,3%)    |
| Укупно            | 339         | 336         |